# Alexander Duncker (Verleger, 1850)
Alexander Duncker (* 7. Februar 1850; † 10. Mai 1929) war ein deutscher Verleger, Verlags-Buchhändler und Herausgeber zahlreicher Zeitschriften in Leipzig.

## Leben und Wirken
Duncker besaß in Leipzig ein Verlagshaus und in Machern einen Gutshof, das Landhaus Louise (seit 1900). Er betrieb seit 1881 in Leipzig einen florierenden Verlagsbuchhandel und war Verleger gewinnträchtiger und beliebter Zeitschriften wie beispielsweise Glas-Industriezeitung, Kürschner-Zeitung, Tonwaren-Zeitung, Majolika-Zeitung, Töpfer-Zeitung und Bürsten-Zeitschrift, Pinsel-Zeitschrift sowie Polytechnisches Notizblatt. Auch besaß er den Verpackungsmaterialien- und Transportmittel-Markt in Leipzig. 
Alexander Duncker war mit Louise Duncker verheiratet. Nach seinem Tod führte seine Ehefrau den Verlag weiter, der auch nach deren Tod († 30. Dezember 1937 im Alter von 78 Jahren) als Alexander-Duncker-Verlagsbuchhandel in Leipzigs Keilstraße 1 und nach 1945 in der Uferstraße 21 nachweislich mindestens bis 1947 fortbestand.
Alexander Duncker wurde, wie auch seine Frau, in der Gruft seiner Erbbegräbnis-Anlage auf dem Friedhof in Machern beigesetzt.

## Varia
- Duncker förderte den aufstrebenden Radsport in Sachsen am Ende des 19. Jahrhunderts. Er war 1891 Mitbegründer des Sächsischen Radfahrer-Bundes und stand diesem fünf Jahre als 1. Vorsitzender vor.[4]
- In Dunckers Wohnort Machern wurde eine Straße nach ihm benannt.[5]